# Farina

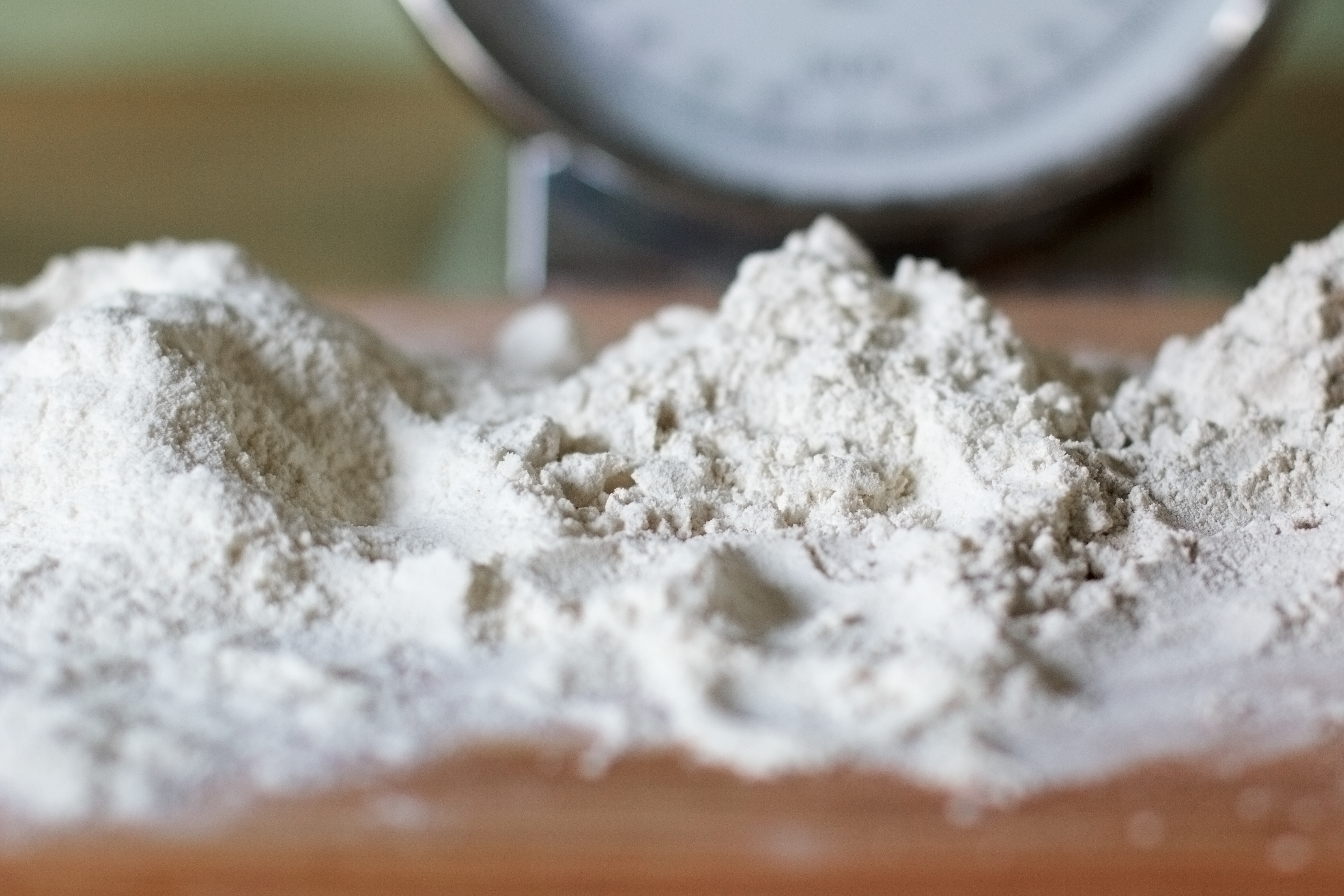
Tre diversi tipi di farina. Da sinistra a destra: farina di frumento tipo 00, farina di grano tenero tipo 1, farina di segale tipo 1

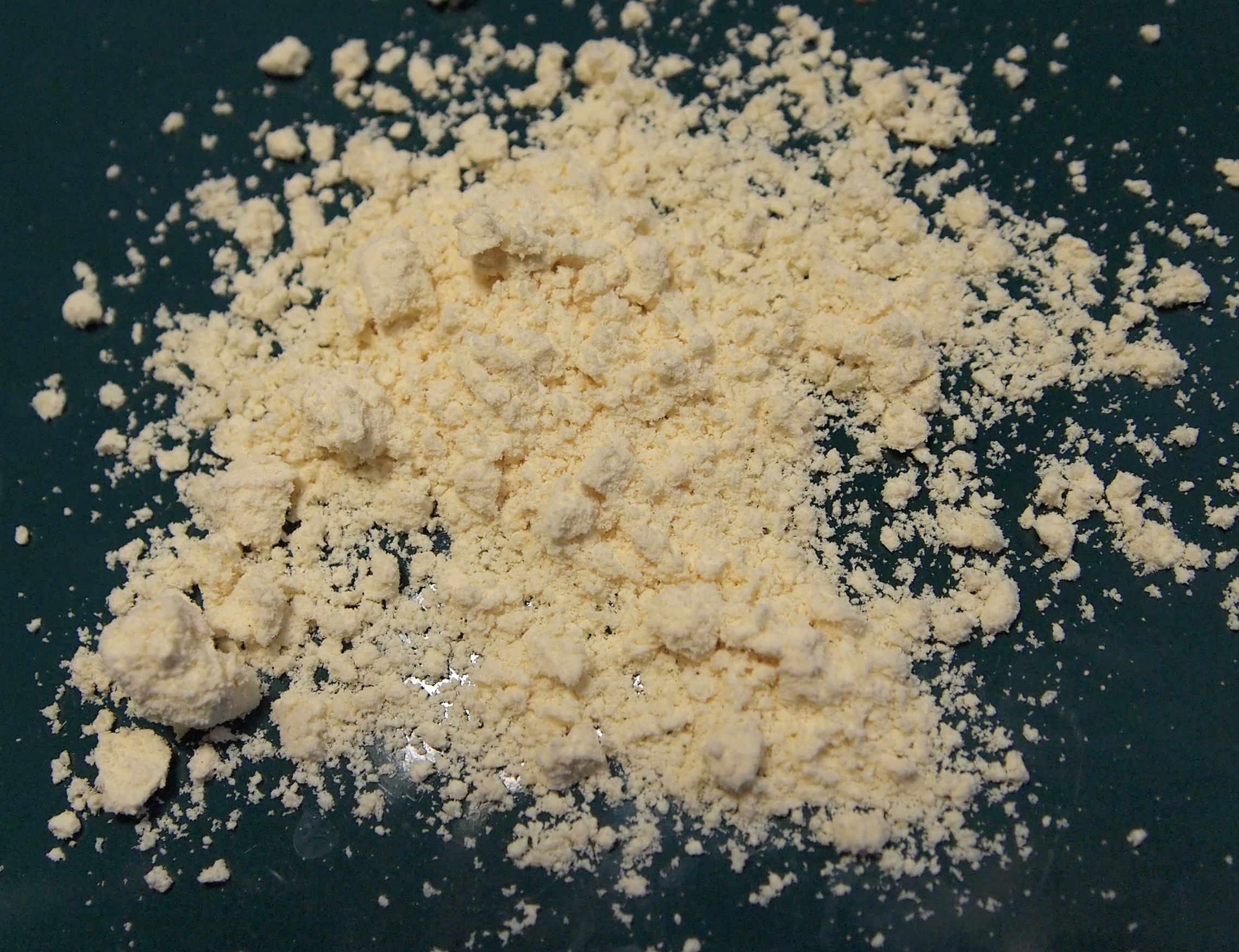
Farina di soia

La farina alimentare è il prodotto della macinazione dei frutti secchi o dei semi di varie piante: si ha farina di grano, di mais, di orzo, di farro, di riso, di avena, di segale, di castagne, di ceci, di mandorle, di grano saraceno. Comunemente però indichiamo col nome di farina, senza specificarne l'origine, quella ottenuta dal grano tenero (Triticum aestivum) e usata per la panificazione, in pasticceria e in cucina. La farina di grano duro, usata per la panificazione e la produzione di pasta alimentare, prende il nome di "semola".

## Farina e semola
Una "farina" è un prodotto macinato fine; alla vista non sono distinguibili i singoli frammenti e al tatto risulta come una polvere impalpabile, come il talco o la polvere di cacao.

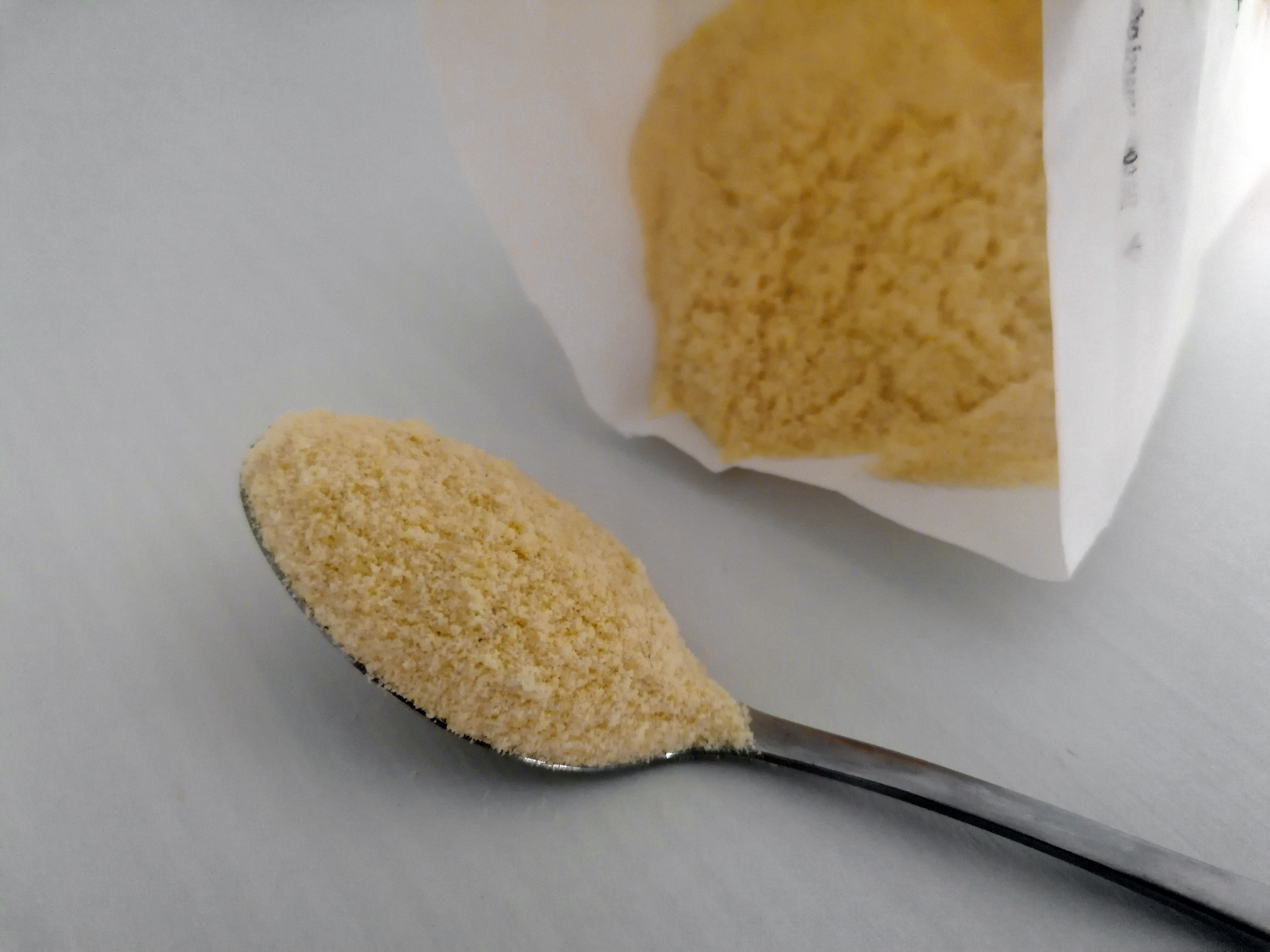
Semola di grano duro

La "semola" è una farina i cui granelli sono ben visibili e percepibili al tatto come lo zucchero (semolato). La semola si può classificare in base alla granulometria: semola grossa (600-800 micron), semola media (400-600 micron), semolino (0-300 micron), semola rimacinata a seconda delle dimensioni dei granelli, dimensioni che variano da 0,3 a 1,5 mm. Si utilizzano anche i termini di farina "granita" o farina "bramata". Anche queste sono semole: la farina granita spesso corrisponde alla semola (grano duro); la bramata si riferisce normalmente alla farina di mais a grana grossa. Il termine grits (sabbia) o gritz si riferisce al semolino, generalmente di grano duro oppure di mais.

## Farina di grano tenero
Dalla macinazione del grano tenero si ottiene una resa in farina che oscilla tra il 70 e l'82%; il rimanente 18-30% è costituito da crusca, cruschello, germe, farinaccio. La percentuale di farina estratta dal chicco dipende dal tipo di grano e dai parametri chimico-fisici desiderati e impostati nella macinazione.
Il processo di macinazione del grano tenero ha inizio con la pulitura del grano. Esistono tre fasi di pulitura e la fase di bagnatura o condizionamento: 
1. La prima fase si chiama pre-pulitura ed è quella che si esegue subito al ricevimento del prodotto presso il mulino prima di immagazzinarlo nei sili o depositi. Questa pre-pulitura ha la caratteristica di dover lavorare in modo veloce una grande quantità di prodotto e serve a migliorarne la conservazione fino alla lavorazione successiva.
2. La pulitura, che si esegue prima della macinazione. In questa fase la pulizia deve essere molto accurata e sono necessarie più macchine, ognuna delle quali serve a togliere impurità specifiche. La più importante è la spazzola grano, che serve a una pulizia più profonda del frumento spazzolando la sua parte esterna e rimuovendo polvere, terra e altre impurità possibili come muffe.
3. La bagnatura del grano e il suo tempo di riposo (chiamato anche "condizionamento") permette di ammorbidire la parte esterna di crusca che in questo modo, durante la macinazione, non si frantuma rimanendo più morbida e di dimensioni maggiori e facilitando quindi la sua perfetta separazione tramite la setacciatura.
4. Dopo bagnatura e riposo è quasi sempre prevista una seconda pulitura, per migliorare ulteriormente la pulizia del prodotto. Questo processo, insieme con la bagnatura, è suddiviso in altre fasi nel caso in cui l'oggetto della lavorazione sia il grano duro e non quello tenero.

Successivamente il frumento viene indirizzato alla macinazione: negli impianti industriali ci sono più fasi di macinazione in sequenza da minimo 8 a 14 o più, le progressive macinazioni servono ad aprire con delicatezza i chicchi e poi spogliarli delicatamente dalla farina contenuta cercando il più possibile di non frantumare la crusca e il cruschello. Da ogni passaggio di macinazione il prodotto è normalmente aspirato da sistemi pneumatici e inviato a un passaggio di setacciatura con macchinari chiamati Plansichter. Il risultato finale è una farina con caratteristiche fisiche conformi alla lavorazione attesa. I prodotti di scarto, come il cruschello, la crusca e il farinaccio possono essere usati per scopi zootecnici se non altrimenti trattati per scopo umano, secondo i termini di legge.
Spesso si utilizzano farine di cui alcune additivate volontariamente, mediante l'aggiunta di: agenti di trattamento, agenti antiagglomeranti, coadiuvanti tecnologici (enzimi come le xilanasi, le lipasi, le transglutamminasi, le alfa-amilasi, le glucosio-ossidasi, ecc.) o "glutine vegetale secco", acido ascorbico (E300), L-cisteina, per migliorarne le caratteristiche tecnologiche. Gli additivi consentiti dall'attuale normativa sono pertanto: glutine secco, acido ascorbico (E300), L-cisteina (E920), biossido di silice e silicati (E551 - E559), acido fosforico di - tri - polifosfati (E338 - 452), oltre chiaramente a tutti gli enzimi.
Le farine derivate da basse estrazioni (abburattamento del 70-75%) provengono principalmente dalla parte centrale del chicco e si contraddistinguono a occhio nudo per la loro purezza e candore; sono denominate in Italia farina tipo 00. Al contrario, una farina ad alto tasso di estrazione (circa 80%) sarà meno chiara in quanto contiene anche la farina proveniente dalla parte esterna del chicco (strato aleuronico); in relazione al contenuto in ceneri (minerali) possono essere denominate farina tipo 0, tipo 1 o tipo 2. La legislazione italiana non contempla tipi di farina più fini della "00", ma esistono e si usano altrove, specie nel Sud America, tipi di farine ancor più raffinate: la "000" (triplo zero) e persino la "0000" (quattro zeri), dopo processi d'abburattamento ancor più radicali, che le rendono totalmente impalpabili. Sono usate per fare sfoglie sottilissime che, anche dopo un'attenta cottura, rimangono bianche, lucide e molto lisce.
La farina integrale non è composta dal 100% del frumento macinato, proprio perché la legge italiana fissa dei limiti di presenza di ceneri quindi una parte di crusca viene rimossa; questo per due motivi: 1) rientrare nei limiti di legge 1,3%-1,7% di ceneri; 2) La crusca, che è più esterna, si differenzia dal cruschello che è più aderente allo strato aleuronico per essere meno ricca di vitamine e dal gusto meno gradito.
La tabella seguente (D.P.R. 9 febbraio 2001, n. 187) riassume le principali caratteristiche delle farine di grano tenero in commercio in Italia, e le equivalenti classificazioni statunitensi, tedesche e francesi:
| Denominazione del prodotto (in Italia) | Umidità max | Ceneri | Ceneri | Proteine min | Denominazione del prodotto | Denominazione del prodotto | Denominazione del prodotto |
| Denominazione del prodotto (in Italia) | Umidità max | min    | max    | Proteine min | USA                        | Germania                   | Francia                    |
| -------------------------------------- | ----------- | ------ | ------ | ------------ | -------------------------- | -------------------------- | -------------------------- |
| Farina di grano tenero tipo 00         | 14,50%      | –      | 0,55%  | 9,00%        | pastry flour               | 405                        | 45                         |
| Farina di grano tenero tipo 0          | 14,50%      | –      | 0,65%  | 11,00%       | all-purpose flour          | 550                        | 55                         |
| Farina di grano tenero tipo 1          | 14,50%      | –      | 0,80%  | 12,00%       | high gluten flour          | 812                        | 80                         |
| Farina di grano tenero tipo 2          | 14,50%      | –      | 0,95%  | 12,00%       | first clear flour          | 1050                       | 110                        |
| Farina integrale di grano tenero       | 14,50%      | 1,30%  | 1,70%  | 12,00%       | white whole wheat          | 1600                       | 150                        |

L'umidità consentita può essere il 15,50% se indicato in etichetta. I valori delle ceneri e proteine sono calcolati rispetto al prodotto secco. Proteine: azoto Kjeldahl * 5,7. Le classificazioni tedesca e francese sono basate sul contenuto in minerali (ceneri) che in Germania viene espresso in milligrammi per 100 grammi di prodotto, mentre in Francia viene espresso in milligrammi per 10 grammi di prodotto.

### Farine a confronto: farina 00 e farina integrale
Nella tabella sottostante sono presentate le caratteristiche dei due tipi di farina di grano tenero.
La farina 00 è quella più raffinata e priva di particelle di crusca e cruschello. La farina integrale è quella con la più alta percentuale di cruschello e crusca; la legge italiana impone dei limiti che sono 1,3% - 1,7% di presenza di ceneri (nella tabella qui sotto il valore delle ceneri corrisponde al valore di sali minerali). Il grano tenero macinato veramente in modo integrale possiede mediamente una percentuale di ceneri (sali minerali) che varia dal 2 al 2,2%, quindi nella farina integrale normalmente commercializzata una parte della crusca è asportata.
| Componenti           | Farina integrale (100 g) | Farina 00 (100 g) |
| -------------------- | ------------------------ | ----------------- |
| Proteine (g)         | 11,9                     | 11,0              |
| Sali minerali (%)    | 2,2                      | 0,5               |
| Fibra alimentare (g) | 9,6                      | 2,4               |
| Calcio (mg)          | 28                       | 17                |
| Fosforo (mg)         | 300                      | 76                |
| Magnesio (mg)        | 150                      | 50                |
| Potassio (mg)        | 337                      | 126               |
| Vitamina B1 (mg)     | 0,4                      | 0,1               |
| Vitamina B2 (mg)     | 0,16                     | 0,03              |
| Vitamina B6 (mg)     | 0,7                      | 0,2               |

È aperto un dibattito sulla farina veramente integrale, ottenuta con la macinazione a pietra, e quella ricostruita per esempio unendo farina "Tipo 0" alla crusca. La differenza tra i due prodotti, che all'apparenza sono simili, si evidenzia dall'analisi chimica. La farina ricostruita contiene fibra in quantità simili alla farina integrale, vengono tuttavia osservate quantità inferiori di vitamine, minerali, enzimi, e grassi, ovvero le sostanze più preziose del grano dal punto di vista nutrizionale. Infatti questi nutrienti sono contenuti nel germe, che è spesso assente nella farina ricostruita. Le motivazioni dell'assenza del germe dalla farina ricostruita sono sia tecniche sia economiche, poiché il germe provoca una riduzione della conservazione del prodotto e perché può essere venduto separatamente.

### Tecniche di analisi della farina di grano tenero

#### Determinazione del fattore di panificabilità della farina
La proprietà più importante della farina è il fattore di panificabilità (chiamato spesso "Forza"), cioè la capacità di resistere nell'arco del tempo alla lavorazione. La Forza della farina deriva dalla qualità del grano macinato per produrla, quindi dal suo contenuto proteico, in particolare di quello di unità proteiche insolubili in acqua, gliadine e glutenine. Queste proteine semplici poste a contatto con l'acqua e grazie all'azione meccanica dell'impastare, formano un complesso proteico detto glutine, che costituisce la struttura portante dell'impasto. Si tratta di un complesso viscoelastico stabilizzato da legami di natura covalente (ponti disolfuro, ecc.) e no (legami idrogeno, ionici, interazioni di tipo idrofobico, forze di Van der Waals, ecc.) che trattiene sia i componenti dell'impasto, microrganismi compresi, sia i gas, metaboliti secondari, ecc. che si sviluppano all'interno nella struttura.

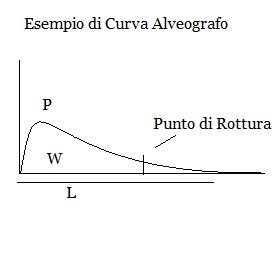
Tipico grafico ottenuto con alveografo di Chopin; è mostrata la Forza W, la tenacità dell'impasto P e l'estensibilità L

Un dispositivo chiamato alveografo di Chopin, inventato nel 1921 da Marcel Chopin, misura la Forza, indicata con il simbolo W. L'alveografo produce un grafico come quello mostrato nella figura a fianco, misurando contemporaneamente la pressione che viene insufflata sotto l'impasto (asse verticale) e la dimensione della bolla (asse orizzontale). Il massimo (P) è la tenacità dell'impasto (cioè la pressione massima in mm di acqua (1 mm di acqua~10 Pa). A causa di microfratture nella bolla di impasto, la bolla continua a gonfiarsi, ma la pressione necessaria a gonfiarla diminuisce rispetto al massimo e infine quando la dimensione diventa L la bolla si spacca. L viene detta estensibilità dell'impasto. La "Forza W" è l'area al di sotto della curva (se la dimensione della bolla è espressa in mm). La "Forza" è in realtà l'energia necessaria a gonfiare la bolla di impasto fino alla rottura espressa in decimillesimi (10−4) di joule.
Leader mondiale nella produzione di sistemi per determinare queste proprietà della farina è la Chopin col suo alveografo.
La misura mediante l'alveografo rispetta una procedura standard:
1. Viene fatto un impasto di 250 g di farina con acqua leggermente salata per otto minuti; da questo impasto vengono ricavate cinque "pastine" rotonde. La quantità di acqua aggiunta è il 50% della farina, considerando anche quella presente nella farina.
2. Le "pastine" vengono lasciate riposare per 15 minuti a 25 °C in un apposito scomparto dell'alveografo.
3. Le "pastine" sono poste su una piastra che le fa gonfiare mediante un flusso di aria a pressione misurata. Le "pastine" si gonfieranno fino a divenire delle semisfere. In base al volume della sfera ricavato, si avrà il P, L e il W della farina. Più grande sarà la sfera, più alta sarà la Forza della farina.

Un alto valore di W indica un alto contenuto di glutine; questo vuol dire che la farina assorbirà molta acqua e che l'impasto sarà resistente e tenace, e che lieviterà lentamente perché le maglie del reticolo di glutine saranno fitte e resistenti. Viceversa, un W basso indica una farina che ha bisogno di poca acqua e che lievita in fretta, ma che darà un impasto (e un pane) leggero e poco consistente.
Ecco un indice di massima:
- Fino a W 170 (deboli): per biscotti, cialde e dolci friabili; anche per besciamella e per rapprendere salse.
- Da W 180 a W 260 (medie): pane francese, panini all'olio, pizza, pasta: assorbono dal 55% al 65% del loro peso in acqua.
- Da W 280 a W 350 (forti): pane classico, pizza, pasta all'uovo, pasticceria a lunga lievitazione: babà, brioche. Assorbono dal 65% al 75% del loro peso in acqua.
- Oltre i W 350: in genere fatte con particolari tipi di grano, vengono usate per "rinforzare" farine più deboli, mescolandovele, oppure per prodotti particolari. Possono assorbire fino al 100% del loro peso in acqua. Vedi anche voce farina manitoba.

Le farine in commercio al dettaglio hanno un fattore di panificabilità variabile. Solitamente quella delle farine 0 e 00 generiche si aggira sul W 150, quella delle 00 specifiche per prodotti non lievitati (creme, torte a lievitazione chimica come il plum cake, biscotti, crostate) dal W 80 al W 150, quella delle 00 e 0 specifiche per pizza dal W 200 al W 280, quella delle 00 specifiche per dolci lievitati intorno al W 300. Le farine chiamate manitoba portano il nome della provincia del Manitoba (Canada) di cui è originario il grano con cui sono prodotte; attualmente questa varietà è coltivata in tutto il mondo. La farina manitoba presenta un alto contenuto proteico e conseguentemente una maggiore capacità di assorbimento dei liquidi, maggiore elasticità e resistenza; queste proprietà non implicano necessariamente un maggior valore del fattore di panificabilità (forza), per cui non è detto che le farine manitoba siano più forti di altre varietà.

#### L'alternativa domestica
Le confezioni per uso domestico oramai indicano spesso sia il valore W della farina, sia la composizione del prodotto. Se non è presente il valore di W, una qualche indicazione è data dal contenuto proteico. Quest'ultimo è sempre dichiarato ed è espresso in grammi e in percentuale nella tabella dei valori nutrizionali. Una farina 00 standard ne contiene ca. 9,5 g, una manitoba ca. 12,5. Più è alto il contenuto proteico, più la farina è da ritenersi forte e più lungo è il tempo minimo richiesto per la lievitazione.

## Sfarinati di grano duro
Lo sfarinato principale del grano duro viene denominato semola e la legge italiana prevede che la semola abbia una presenza contenuta di parte fina sotto i 180 micron (vedi dettaglio in nota sotto la tabella). Tradizionalmente era prodotta prevalentemente nelle regioni del Sud Italia, ma adesso la sua produzione ha una distribuzione nazionale. Essa si distingue da quella di grano tenero sia per la granulometria più accentuata sia per il suo caratteristico colore giallo ambrato, colore che si ripercuote anche sui prodotti con essa ottenuti. La semola si utilizza prevalentemente per la produzione di pasta.
Macinando ulteriormente la semola si ottiene la "semola rimacinata" o "rimacinato". Questo prodotto è contraddistinto dal caratteristico colore giallo ambrato proprio della semola ma con una granulometria più fine di quella della materia d'origine. Il rimacinato viene prevalentemente impiegato per la panificazione puro o mescolato con farine di grano tenero, il prodotto che si ottiene è un pane a pasta gialla (per esempio delle forme di pane con il nome di pugliese) molto saporito e a lunga conservazione.
Il semolato corrisponde alla definizione di una semola semi-integrale, quindi con maggior presenza di fibra rispetto alla semola raffinata.
Semola integrale è, come dice il nome, una semola con ancora maggiore quantità di fibra.
La tabella seguente riassume le principali caratteristiche delle farine di grano duro in commercio in Italia:
| Denominazione del prodotto     | Umidità max | Ceneri min | Ceneri max | Proteine min |
| ------------------------------ | ----------- | ---------- | ---------- | ------------ |
| Semola *                       | 14,50%      | –          | 0,90%      | 10,50%       |
| Semolato                       | 14,50%      | 0,90%      | 1,35%      | 11,50%       |
| Semola integrale di grano duro | 14,50%      | 1,40%      | 1,80%      | 11,50%       |
| Farina di grano duro           | 14,50%      | 1,36%      | 1,70%      | 11,50%       |

Nota: tabella contenuta nel DPR 9 febbraio 2001, n. 187. Valori delle ceneri e proteine calcolati sul secco. Umidità consentita fino al 15,50% se indicato in etichetta.
È tollerata la presenza di farina di grano tenero in misura non superiore al 3%. * Prova di setacciatura: passaggio allo staccio con maglie di 0,180 mm: massimo 25%. Proteine: azoto Kjeldahl * 5,7

## Produzione industriale
L'industria che provvede alla macinazione del frumento si chiama molitoria. I moderni mulini sono organizzati in sezioni distinte: 
1. Ricevimento e pre-pulitura;
2. Silos, dove vengono conservate le scorte di frumento, che devono essere periodicamente ventilate per migliorare la conservazione ed evitare il formarsi di muffe;
3. Pulitura;
4. Condizionamento;
5. Seconda pulitura;
6. Macinazione: il mulino vero e proprio che in più passaggi, da minimo 8 a 14 o più, provvede a macinare e separare perfettamente la farina dai sotto-prodotti;
7. Fariniere: depositi verticali simili a sili dedicati specificamente alle farine;
8. Confezionamento e insaccaggio delle farine in sacchi;
9. Magazzino, dove vengono posti i sacchi di farina in attesa della spedizione.

I molini industriali sono normalmente strutture complesse con macchine disposte su più piani, da un minimo 3 a 5 o più piani, in modo da ridurre il numero dei trasporti e sfruttare l'effetto di caduta del prodotto da una macchina a quella successiva. Per la macinazione a livello industriale si utilizzano macchine chiamate laminatoi, che possiedono dei rulli in una speciale lega di ghisa/nichel/cromo temprata superficialmente. Questi rulli sono per i primi passaggi rigati (passaggi di rottura) e gli ultimi passaggi lisci (passaggi di rimacina). Per la setacciatura si utilizzano macchine chiamate Plansichter, che sono composte da più canali; ogni canale contiene più setacci sovrapposti, da minimo di 8 a 32 o più. Ogni canale di Plansichter ha più uscite, fino a sei, quindi ogni canale di Plansichter divide il prodotto in entrata in più frazioni, fino a sei o otto, e ogni frazione deve raggiungere la sua diversa destinazione. Sotto il piano plansicher s'intravede l'intreccio di tubazioni, tant'è che spesso i piani sotto i Plansichter sono privi di altri macchinari e vengono definiti "piani manovra". Nel reparto molino tutti i trasporti dei prodotti di ogni passaggio di macinazione sono sollevati con sistemi pneumatici per motivi di igiene, essendo sistemi che non permettono il deposito di prodotto e a fine ciclo sono già perfettamente puliti. Altri sistemi di trasporto come coclee o elevatori a tazze possono essere utilizzati, ma hanno necessità di interventi di pulizia programmata.

## Altre farine

### Di cereali
- Farina di farro: è il prodotto della macinazione del farro. Il farro rappresenta il più antico tipo di frumento coltivato ed è utilizzato dall'uomo come nutrimento fin dal Neolitico. Contiene glutine.
- Farina di mais: ottenuta dal mais, è popolare in Italia, negli Stati Uniti d'America, in Messico e nell'Africa meridionale e orientale. La farina di mais sbiancata con la soda caustica è chiamata masa harina ed è usata per la preparazione di tortillas e tamales nella cucina messicana. In Italia sono molto utilizzate farine di diversi tipi di mais, più o meno raffinate e disponibili in granulometrie diverse: dalla cosiddetta farina "bramata", a grana più grossa, usata soprattutto nel Nord per la polenta, alla farina "fioretto", usata anche per la panatura dei fritti e per la preparazione di dolci della tradizione contadina, al cosiddetto "fumetto", una farina a grana finissima ricavata dalla parte più interna dei chicchi di mais, usata anche in pasticceria e, raramente, per panificare. Non contiene glutine.
- Farina di segale: ottenuta dalla segala, è utilizzata per cucinare il tradizionale pane a lievitazione naturale di segale in Germania, in Scandinavia, Alta Lombardia, Trentino-Alto Adige, Piemonte, ecc. In genere il pane di segale è preparato mescolando farina di segale e di frumento perché la segala ha un basso contenuto di glutine. Il pane di segale (come ad esempio il pumpernickel e il ruisreikäleipä) è solitamente preparato solo con segale e contiene un misto di farina di segale e grano di segale.
- Farina di riso: ottenuta dal riso, è di grande importanza nella cucina orientale. Da essa è possibile ottenere anche carta di riso commestibile. Principalmente la farina di riso è estratta dal riso bianco ed è essenzialmente amido puro, mentre è disponibile in commercio anche la farina ottenuta dal chicco intero. Non contiene glutine.
- Farina di riso glutinoso: ottenuta dal riso glutinoso, è utilizzata nelle cucine asiatiche orientali e sudorientali per preparare il tangyuan, ecc.
- Farina di miglio: ottenuta dal miglio. Non contiene glutine.
- Farina di teff: è ricavata dal cereale teff, ed è di considerevole importanza nell'Africa orientale (particolarmente attorno al Corno d'Africa). È l'ingrediente principale nell'ingerà, un importante componente della cucina etiope. Non contiene glutine.
- Farina Atta: è un tipo di farina integrale di grano, importante nella cucina indiana, essendo utilizzata per parecchi tipi di pane come il roti e il chapati.
- Farina Tang: è un tipo di farina di grano utilizzata principalmente nella cucina cinese per preparare lo strato esterno degli gnocchi e del pane dolce.

### Da non cereali
- Farina di grano saraceno: dai semi del grano saraceno, che fa parte della famiglia delle Poligonacee, si ricava una farina utilizzata per la preparazione dei pizzoccheri della Valtellina, prodotto tipico, e della polenta taragna. Non contiene glutine.
- Farina di amaranto: è una farina ottenuta dal grano amaranto, della famiglia delle Amarantacee. Era usata nella cucina pre-colombiana e meso-americana e oggi sempre più diffusa in negozi specializzati. Non contiene glutine.
- Farina di canapa, è ottenuta da piante del genere Cannabis, della famiglia delle Cannabaceae. Come altri numerosissimi prodotti di questa pianta officinale, ha subito negativamente gli effetti della lotta contro lo spaccio di "droghe leggere" ricavabili dalla stessa pianta. Recentemente, in seguito a miglioramenti normativi, sta tornando in auge con nuovi prodotti, oltre che tessili e farmaceutici, anche alimentari: ne è esempio la pizza di canapa. Non contiene glutine.
- Farina di quinoa: è ottenuta generalmente dalla quinoa bianca. La quinoa, appartenente alla famiglia delle Chenopodiaceae, è originaria di Perù, Bolivia e America meridionale ed è alimento base del popolo andino da secoli. È stata introdotta in Italia nel 2009 e utilizzata per la prima volta nel settore della panificazione nel 2010 nel prodotto Quite. La FAO OMS ha proclamato il 2013 anno della Quinoa. Elevatissima importanza nutrizionale soprattutto per l'apporto di aminoacidi essenziali. Non contiene glutine.
- Farina di moringa: è ottenuta da una pianta appartenente alla famiglia delle Moringaceae. Non contiene glutine. Inoltre è stato creato un marchio commerciale dal nome di "pizza moringa" che detiene il mercato in Italia di questo prodotto e tutela lo stesso prodotto e la clientela che ama questa pizza abbinata alla farina di moringa.

### Di legumi
- Farina di ceci (chiamata anche gram flour o besan): ottenuta dal cece, è di grande importanza nella cucina indiana e in Italia, dove è utilizzata in Liguria per preparare la farinata, a Palermo per preparare le panelle, a Livorno per preparare la "torta di ceci", a Pisa per preparare la "cecina", a Sassari per preparare la "fainè".
- Farina di piselli: è una farina prodotta da piselli gialli arrostiti e polverizzati.
- Farina di fagioli: è una farina ottenuta da fagioli essiccati e polverizzati.
- Farina di soia: è una farina ottenuta dalla soia.
- Farina di fave: è una farina ottenuta dalla fava.

### Fecole
- Farina di patate o fecola di patate: è ottenuta riducendo le patate a una poltiglia ed eliminando le fibre con lavaggio in acqua. Il prodotto essiccato è essenzialmente amido e contiene anche qualche proteina.
- Maizena o amido di mais - fecola ricavata dal mais.
- Farina di castagne: è ottenuta da castagne, popolare in Corsica, nelle regioni francesi della zona del Massiccio Centrale e in alcune aree appenniniche d'Italia. In Italia è principalmente usata per la preparazione di dolci tra cui il celebre castagnaccio, le frittelle, i necci in Toscana, ecc. Sia in Corsica sia in Italia la farina di castagne è usata anche per preparare la tradizionale varietà di polenta dolce, che ha a lungo costituito l'alimento-base delle popolazioni di montagna in numerose zone dell'Appennino.
- Farina di manioca (o farina di tapioca): ottenuta dalla manioca (o tapioca).

### Farine non più utilizzate
- Farina di taro, ottenuta da tubero di taro.
- Farina di tifa, ottenuta dalla tifa.
- Farina di ghiande, ottenuta dalle ghiande.